# Equipo Unificado en los Juegos Olímpicos de Barcelona 1992
El Equipo Unificado estuvo representado en los Juegos Olímpicos de Barcelona 1992 por un total de 475 deportistas que compitieron en 27 deportes.  
El portador de la bandera en la ceremonia de apertura fue el luchador Alexandr Karelin.

## Medallistas
El Equipo Unificado obtuvo las siguientes medallas:
| Nombre                                                                                                | Deporte            | Competición                     |
| --- | ------------------ | ------------------------------- |
| Oro                                                                                                   |                    |                                 |
| Andrei Perlov                                                                                         | Atletismo          | 50 km marcha M                  |
| Maxim Tarasov                                                                                         | Atletismo          | Salto con pértiga M             |
| Andrei Abduvaliyev                                                                                    | Atletismo          | Martillo M                      |
| Yelena Romanova                                                                                       | Atletismo          | 3000 m F                        |
| Yelena Ruzina Liudmila Dzhigalova Olga Nazarova Olga Bryzguina                                        | Atletismo          | 4 × 400 m F                     |
| Valentina Yegorova                                                                                    | Atletismo          | Maratón F                       |
| Svetlana Kriveliova                                                                                   | Atletismo          | Peso F                          |
| Equipo                                                                                                | Baloncesto         | Torneo F                        |
| Equipo                                                                                                | Balonmano          | Torneo M                        |
| Grigori Kiriyenko Alexandr Shirshov Gueorgui Pogósov Stanislav Pozdniakov Vadim Gutzeit               | Esgrima            | Sable por eqs. M                |
| Vitali Shcherbo                                                                                       | Gimnasia artística | Concurso completo ind. M        |
| Vitali Shcherbo                                                                                       | Gimnasia artística | Caballo con arcos M             |
| Vitali Shcherbo                                                                                       | Gimnasia artística | Anillas M                       |
| Vitali Shcherbo                                                                                       | Gimnasia artística | Salto de potro M                |
| Vitali Shcherbo                                                                                       | Gimnasia artística | Barras paralelas M              |
| Vitali Shcherbo Grigori Misiutin Rustam Sharipov Valeri Belenki Igor Korobchinski Alexei Voropayev    | Gimnasia artística | Concurso completo por eqs. M    |
| Tatiana Gutsu                                                                                         | Gimnasia artística | Concurso completo ind. F        |
| Tatiana Lysenko                                                                                       | Gimnasia artística | Salto de potro F                |
| Svetlana Boguinskaya Tatiana Gutsu Oxana Chusovitina Tatiana Lysenko Yelena Grudneva Rozaliya Galieva | Gimnasia artística | Concurso completo por eqs. F    |
| Alexandra Timoshenko                                                                                  | Gimnasia rítmica   | Individual F                    |
| Israil Militosian                                                                                     | Halterofilia       | 67,5 kg M                       |
| Fiodor Kassapu                                                                                        | Halterofilia       | 75 kg M                         |
| Kaji Kajiashvili                                                                                      | Halterofilia       | 90 kg M                         |
| Viktor Tregubov                                                                                       | Halterofilia       | 100 kg M                        |
| Alexandr Kurlovich                                                                                    | Halterofilia       | +110 kg M                       |
| Nazim Guseinov                                                                                        | Judo               | –-60 kg M                       |
| David Jajaleishvili                                                                                   | Judo               | +95 kg M                        |
| Oleg Kucherenko                                                                                       | Lucha grecorromana | 48 kg M                         |
| Mnatsakan Iskandarian                                                                                 | Lucha grecorromana | 74 kg M                         |
| Alexandr Karelin                                                                                      | Lucha grecorromana | +100 kg M                       |
| Arsen Fadzayev                                                                                        | Lucha libre        | 68 kg M                         |
| Majarbek Jadartsev                                                                                    | Lucha libre        | 90 kg M                         |
| Leri Jabelov                                                                                          | Lucha libre        | 100 kg M                        |
| Yelena Rudkovskaya                                                                                    | Natación           | 100 m braza F                   |
| Alexandr Popov                                                                                        | Natación           | 50 m libre M                    |
| Alexandr Popov                                                                                        | Natación           | 100 m libre M                   |
| Yevgueni Sadovi                                                                                       | Natación           | 200 m libre M                   |
| Yevgueni Sadovi                                                                                       | Natación           | 400 m libre M                   |
| Dmitri Lepikov Vladimir Pyshnenko Veniamin Tayanovich Yevgueni Sadovi                                 | Natación           | 4 × 200 m libre M               |
| Dmitri Dovgalionok Alexandr Maseikov                                                                  | Piragüismo         | C2 500 m M                      |
| Konstantin Lukashik                                                                                   | Tiro               | Pistola 50 m M                  |
| Yuri Fedkin                                                                                           | Tiro               | Rifle de aire 10 m M            |
| Grachia Petikian                                                                                      | Tiro               | Rifle en tres posiciones 50 m M |
| Marina Logvinenko                                                                                     | Tiro               | Pistola de aire 10 m F          |
| Marina Logvinenko                                                                                     | Tiro               | Pistola deportiva 25 m F        |
| Plata                                                                                                 |                    |                                 |
| Igor Trandenkov                                                                                       | Atletismo          | Salto con pértiga M             |
| Igor Astapkovich                                                                                      | Atletismo          | Martillo M                      |
| Olga Bryzguina                                                                                        | Atletismo          | 400 m F                         |
| Liliya Nurutdinova                                                                                    | Atletismo          | 800 m F                         |
| Liudmila Rogachova                                                                                    | Atletismo          | 1500 m F                        |
| Tatiana Dorovskij                                                                                     | Atletismo          | 3000 m F                        |
| Olga Bogoslovskaya Galina Malchuguina Marina Trandenkova Irina Privalova                              | Atletismo          | 4 × 100 m F                     |
| Yelena Nikolayeva                                                                                     | Atletismo          | 10 km marcha F                  |
| Inessa Kravets                                                                                        | Atletismo          | Salto de longitud F             |
| Natalia Shikolenko                                                                                    | Atletismo          | Jabalina F                      |
| Irina Belova                                                                                          | Atletismo          | Heptatlón F                     |
| Rostyslav Zaulychny                                                                                   | Boxeo              | Semipesado (81 kg) M            |
| Serguei Golubitski                                                                                    | Esgrima            | Florete ind. M                  |
| Pavel Kolobkov                                                                                        | Esgrima            | Espada ind. M                   |
| Grigori Misiutin                                                                                      | Gimnasia artística | Concurso completo ind. M        |
| Grigori Misiutin                                                                                      | Gimnasia artística | Suelo M                         |
| Grigori Misiutin                                                                                      | Gimnasia artística | Salto de potro M                |
| Grigori Misiutin                                                                                      | Gimnasia artística | Barra fija M                    |
| Tatiana Gutsu                                                                                         | Gimnasia artística | Barras asimétricas F            |
| Serguei Syrtsov                                                                                       | Halterofilia       | 90 kg M                         |
| Timur Taimazov                                                                                        | Halterofilia       | 100 kg M                        |
| Artur Akoyev                                                                                          | Halterofilia       | 110 kg M                        |
| Leonid Taranenko                                                                                      | Halterofilia       | +110 kg M                       |
| Alfred Ter-Mkrtchian                                                                                  | Lucha grecorromana | 52 kg M                         |
| Serguei Martynov                                                                                      | Lucha grecorromana | 62 kg M                         |
| Islam Duguchiyev                                                                                      | Lucha grecorromana | 68 kg M                         |
| Serguei Smal                                                                                          | Lucha libre        | 57 kg M                         |
| Elmadi Zhabrailov                                                                                     | Lucha libre        | 82 kg M                         |
| Vladimir Selkov                                                                                       | Natación           | 200 m braza M                   |
| Pavel Jnykin Guennadi Prigoda Yuri Bashkatov Alexandr Popov                                           | Natación           | 4 × 100 m libre M               |
| Vladimir Selkov Vasili Ivanov Pavel Jnykin Alexandr Popov                                             | Natación           | 4 × 100 estilos M               |
| Eduard Zenovka Anatoli Starostin Dmitri Svatkovski                                                    | Pentatlón moderno  | Equipos M                       |
| Mijail Slivinski                                                                                      | Piragüismo         | C1 500 m M                      |
| Irina Lashko                                                                                          | Saltos             | Trampolín 3 m F                 |
| Yelena Miroshina                                                                                      | Saltos             | Plataforma 10 m F               |
| Serguei Pyzhianov                                                                                     | Tiro               | Pistola de aire 10 m M          |
| Anatoli Asrabayev                                                                                     | Tiro               | Blanco móvil 10 m M             |
| Equipo                                                                                                | Voleibol           | Torneo F                        |
| Bronce                                                                                                |                    |                                 |
| Viacheslav Lyjo                                                                                       | Atletismo          | Peso M                          |
| Igor Nikulin                                                                                          | Atletismo          | Martillo M                      |
| Irina Privalova                                                                                       | Atletismo          | 100 m F                         |
| Equipo                                                                                                | Balonmano          | Torneo F                        |
| Ramaz Paliani                                                                                         | Boxeo              | Pluma (57 kg) M                 |
| Tatiana Sadovskaya                                                                                    | Esgrima            | Florete ind. F                  |
| Pavel Kolobkov Serguei Kravchuk Serguei Kostarev Valeri Zajarevich Andrei Shuvalov                    | Esgrima            | Espada por eqs. M               |
| Valeri Belenki                                                                                        | Gimnasia artística | Concurso completo ind. M        |
| Igor Korobchinski                                                                                     | Gimnasia artística | Barras paralelas M              |
| Tatiana Lysenko                                                                                       | Gimnasia artística | Salto de potro F                |
| Tatiana Gutsu                                                                                         | Gimnasia artística | Suelo F                         |
| Oxana Skaldina                                                                                        | Gimnasia rítmica   | Individual F                    |
| Dmitri Sergueyev                                                                                      | Judo               | –94 kg M                        |
| Yelena Petrova                                                                                        | Judo               | –61 kg M                        |
| Daulet Turlyjanov                                                                                     | Lucha grecorromana | 82 kg M                         |
| Gogui Koguashvili                                                                                     | Lucha grecorromana | 90 kg M                         |
| Serguei Demiashkevich                                                                                 | Lucha grecorromana | 100 kg M                        |
| Vugar Orudzhov                                                                                        | Lucha libre        | 48 kg M                         |
| Davit Gobedzhishvili                                                                                  | Lucha libre        | +100 kg M                       |
| Nina Zhivanevskaya Olga Kirichenko Natalia Meshcheriakova Yelena Rudkovskaya                          | Natación           | 4 × 100 estilos F               |
| Eduard Zenovka                                                                                        | Pentatlón moderno  | Individual M                    |
| Antonina Zelikovich Tatiana Ustiuzhanina Yekaterina Jodotovich Yelena Jloptseva                       | Remo               | Cuatro scull (W4X) F            |
| Dmitri Sautin                                                                                         | Saltos             | Trampolín 3 m M                 |
| Andrei Cherkasov                                                                                      | Tenis              | Individual M                    |
| Leila Mesji Natasha Zvereva                                                                           | Tenis              | Dobles F                        |
| Natalia Valeyeva                                                                                      | Tiro con arco      | Individual F                    |
| Natalia Valeyeva Jatuna Kvrivishvili Liudmila Arzhannikova                                            | Tiro con arco      | Equipos F                       |
| Vladimir Vojmianin                                                                                    | Tiro               | Pistola rápida 25 m M           |
| Equipo                                                                                                | Waterpolo          | Torneo M                        |